# Rebel Ridge
Rebel Ridge es una película estadounidense de suspenso, acción y crimen de 2024 producida, coescrita y dirigida por Jeremy Saulnier y protagonizada por Aaron Pierre, Don Johnson, AnnaSophia Robb, David Denman, Emory Cohen, Steve Zissis, Zsané Jhé, Dana Lee y James Cromwell.
La trama sigue a Terry Richmond, un ex marine que tiene los fondos necesarios para pagar la fianza de su primo injustamente encarcelado mediante decomiso civil por la fuerza policial corrupta de una pequeña ciudad.
Rebel Ridge fue estrenado por Netflix el 6 de septiembre de 2024 con críticas positivas.

## Argumento
Terry Richmond, un veterano de la Infantería de Marina, llega en bicicleta a la ciudad de Shelby Springs, Luisiana, para pagar la fianza de su primo Mike Simmons y comprar una camioneta para poder ganarse la vida honradamente. Dos agentes de policía, Evan Marston y Steve Lann, lo embisten y lo detienen, le confiscan los $36.000 dólares que posee a través de un decomiso civil, a pesar de que el dinero es legítimo.
El secretario del juzgado, Elliot, se niega a ayudar a Terry y ltra empleada, Summer McBride, promete preparar los formularios en caso de que Terry pueda conseguir los $10.000 dólares necesarios antes del traslado de Mike el jueves a la prisión estatal, donde correría peligro por informar sobre un gánster. Terry va a la comisaría e intenta denunciar el robo del dinero a la agente Jessica Sims. Lann y el jefe de policía Sandy Burnne se enfrentan a él. Terry ofrece dejar el asunto si consigue que le devuelvan los $10.000 dólares para la fianza y le dicen que vuelva y resuelva el asunto el lunes.
El lunes, Terry llega a la estación, pero le dicen que el autobús que traslada a Mike acaba de salir. Se pone al día con su bicicleta y le dice a Mike que se mantenga a salvo hasta que pague la fianza. Terry llama a su ex socio comercial Liu, pero le informan que ya no puede enviar dinero porque la policía allanó su restaurante. Terry regresa a la estación y repite su oferta, pero Burnne se niega a pesar de decir que era razonable. Un experto en combate cuerpo a cuerpo , somete a Lann y Burnne, y obliga a Sims a entregar el dinero de la fianza y ayudarlo a escapar. Terry logra pagar la fianza con la ayuda de Summer, pero es detenido.
Marston y Burnne llevan a Terry a un hospital. El jefe le dice que Mike fue apuñalado después de procesarlo y le ofrece los $26,000 restantes, el camión que iba a comprar y no presentar cargos si se va de la ciudad. Terry acepta y el personal del hospital le informa que Mike ha muerto. Mientras Summer lo lleva fuera de la ciudad esa noche, Terry se niega a ayudarla a investigar casos de personas que han estado en prisión durante 90 días por delitos menores.
Esa noche después de recoger el camión, Terry recibe una llamada de Summer, a quien la policía le inyectó drogas y regresa para ayudar. A la mañana siguiente, debe hacerse una prueba de orina después de que el tribunal sea informado sobre su consumo de drogas, lo que pone en peligro la custodia de su hijo. Cuando Terry se va de la ciudad, Lann lo detiene, arroja una pistola a su auto y le dispara. Terry escapa y se reagrupa con Summer en el restaurante de Liu, donde Liu, un médico chino durante la guerra de Corea, lo cura.
Esa noche, Summer y Terry interrogan a Elliot y al juez, quienes revelan un encubrimiento para evitar las medidas de transparencia impuestas después de que un acuerdo legal casi llevara a la ciudad a la bancarrota. Las personas son detenidas durante 90 días por delitos menores en los que no pueden conseguir que los defensores públicos soliciten la presentación de las imágenes de su arresto con la cámara del tablero de la policía antes de que expire el período de retención de datos. Terry y Summer entran al sótano del juzgado y recuperan las tarjetas SD mientras llega la policía y provocan un incendio. Él escapa, pero ella es capturada tratando de destruir su muestra de orina.
Terry y Lann organizan un intercambio: Summer por las cartas en Rebel Ridge a la mañana siguiente. Mientras Lann y un contingente de policías armados esperan en el lugar del intercambio, Terry entra en la comisaría usando el camión y somete a Burnne. Le da a Sims un arma cargada creyendo que ella es "Serpico" (la oficial que proporcionó información a Summer), pero Sims detiene a Terry cuando la policía regresa. Lann destruye las cartas y revela que Summer corre el riesgo de sufrir una sobredosis. Marston protesta contra esto, lo que hace que Terry se dé cuenta de que en realidad es "Serpico". Justo entonces, Burnne le dispara en el fémur a Marston y comienza a desangrarse. Burnne les dice a los policías que maten a Terry y le achaquen la muerte de Marston, pero Terry derrota a los oficiales que se le acercan, incluido Lann.
Marston le dice a Terry que active la sirena de la patrulla policial, guardando los tres minutos anteriores de la grabación de la cámara del tablero y le explica a Terry cómo administrar Narcan a Summer. Los tres huyen en la patrulla con la policía persiguiéndolos a sus talones. Cuando se le ordena hacer una maniobra PIT, Sims saca el vehículo de Burnne y lo detiene. Los policías restantes los escoltan al hospital e informan que la policía estatal está llegando a la zona. Marston y Summer son ingresados, mientras Terry asegura la grabación incriminatoria de la cámara del tablero y se sienta en un pasillo.

## Reparto
- Aaron Pierre como Terry Richmond
- Don Johnson como el jefe Sandy Burnne
- AnnaSophia Robb como Summer McBride
- David Denman como el oficial Evan Marston
- Emory Cohen como el oficial Steve Lann
- Steve Zissis como Elliot
- Zsané Jhé como la oficial Jessica Sims
- Dana Lee como el Sr. Liu
- James Cromwell como el juez
- CJ LeBlanc como Mike Simmons

## Producción
En noviembre de 2019, John Boyega se unió para protagonizar la película, escrita y dirigida por Jeremy Saulnier. En febrero de 2020, Don Johnson, Erin Doherty, James Badge Dale, Zsané Jhé y James Cromwell se agregaron al elenco. En abril de 2021, AnnaSophia Robb y Emory Cohen se unieron, y Robb reemplazó a Doherty.
El rodaje estaba previsto que comenzara en abril de 2020, pero se pospuso debido a la pandemia de COVID-19. La fotografía principal finalmente comenzó en Luisiana el 3 de mayo de 2021. En junio de 2021, Boyega abandonó el proyecto durante el rodaje por "razones familiares". Como resultado, el rodaje se detuvo para encontrar un reemplazo para Boyega. Más tarde se informó que Boyega supuestamente había abandonado el proyecto debido a una variedad de razones, incluida su insatisfacción con el guion y sus adaptaciones, aunque Boyega negó tales acusaciones.;En octubre, Aaron Pierre reemplazó a Boyega. En abril de 2022, David Denman se sumó al elenco para reemplazar a Badge Dale, antes de que la producción se reiniciara el 25 de abril. La producción finalizó el 24 de julio. En marzo de 2024, Saulnier dijo que la película estaba en las etapas finales de posproducción.

## Estreno
Rebel Ridge se estrenó en Netflix el 6 de septiembre de 2024. La película acumuló 31,2 millones de visitas en sus primeros tres días (del 6 al 9 de septiembre) y 38,6 millones más la semana siguiente (del 9 al 15 de septiembre).

## Recepción
En el sitio web de reseñas Rotten Tomatoes, el 96% de las 113 críticas de los críticos son positivas, con una calificación promedio de 7,9/10. El consenso del sitio web dice: "Rebel Ridge, un vehículo inteligente y apasionante para la actuación estelar de Aaron Pierre, impone la ley a sus contemporáneos de suspenso y acción". [ 17 ] Metacritic, que utiliza un promedio ponderado, le asignó a la película una puntuación de 76 sobre 100, basada en 30 críticos, lo que indica críticas "generalmente favorables". [ 18 ]